# Yayladüzü, Eleşkirt
Yayladüzü là một thị trấn thuộc huyện Eleşkirt, tỉnh Ağrı, Thổ Nhĩ Kỳ. Dân số thời điểm năm 2011 là 1.52 người.